# Asti (província)
A província de Asti é uma província italiana da região de Piemonte com cerca de 206 265 habitantes, densidade de 137 hab/km². Está dividida em 118 comunas, sendo a capital Asti.
Faz fronteira a noroeste com a província de Turim, a este com a província de Alexandria, a sul com a região da Ligúria (província de Savona) e a oeste com a província de Cuneo.